# Pagoda
Pagoda je od Portugalaca preuzet i samo u Europi uobičajen naziv za indijske, kineske, korejske i japanske kultne građevine od kamena ili drva. To su budistički hramovi. U Indiji se nazivaju stupa, u Mianmaru dagaba.
To je visoka građevina nalik na toranj (60-125 m), obično kružnog oblika, koja služi budističkom kultun i za pohranu relikvija. U Kini t'ah, toranj sa 7-13 katova poligonalna ili kružna tlocrta; pojedini katovi imaju izbočene krovove, a u njihovim uzvijenim rubovima obješena su zvona. Najstarija kineska pagoda potječe iz 522. godine. Od 1412. do 1431. sagrađen je u obliku pagode čuveni porculanski toranj kod Nankinga (razoren 1853.), koji je bio obložen pocakljenim glinenim reljefima. Kineska pagoda može imati i oblik paviljona.
Tri najveće pagode u Šri Lanci su Jetavana, Abhayagiri i Ruvanvalisaya. Jetavana je u izvornoj izvedbi bila visoka oko 120 m i u nju je ugrađeno više od 90 000 000 ciglâ. Danas premašuje visinu od 70 m te je najveća građevina na svijetu napravljena isključivo od ciglâ. 
U Japanu se naziva to, koji se razvio iz kineskih i korejskih drvenih pagoda. Najstariji je spomenik pagoda u hramu Horyuji kod Nare.
Građevine ove vrste imaju bogato razvedene arhitektonske forme, a dekorirane su figuralnim plastičnim ukrasom i ornamentima.